# Papaver rhoeas
Papaver rhoeas (L., 1753), comunemente noto come papavero comune o rosolaccio, è una pianta erbacea appartenente alla famiglia delle Papaveraceae, originaria di Eurasia e Nordafrica.
La specie, largamente diffusa in Italia, cresce normalmente in campi e sui bordi di strade e ferrovie. È considerata una infestante dei cereali.

## Descrizione

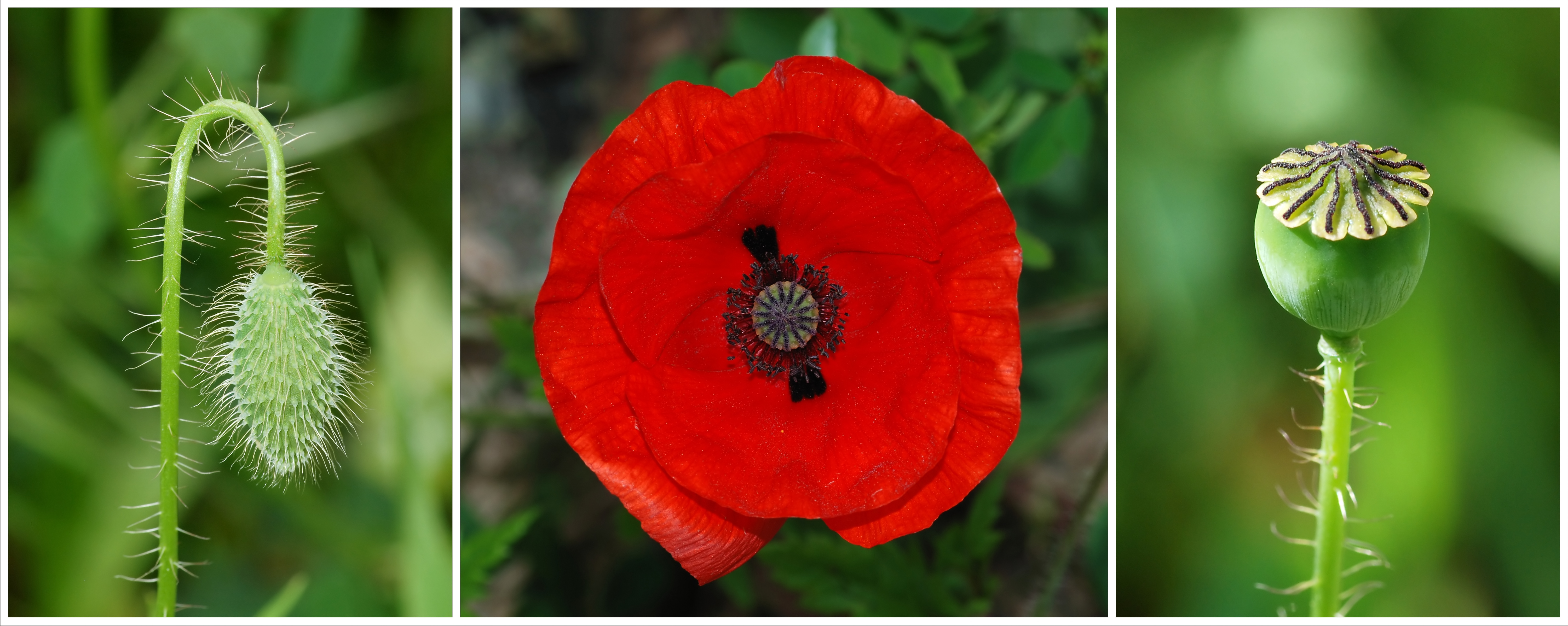
Tre diversi stadi del fiore di Papaver rhoeas: bocciolo, fiore in antesi, frutto.

Il rosolaccio è un'erba che cresce come pianta annuale, latifoglie e alta fino a 80 – 90 cm.

Il fusto è eretto, coperto di peli rigidi. Tagliato emette un liquido bianco.

I boccioli sono verdi a forma di oliva e penduli.
Il fiore è rosso, (molto raramente bianco), dai petali delicati e caduchi, spesso macchiato di nero alla base in corrispondenza degli stami di colore nero. Fiorisce in primavera da aprile fino a metà luglio.
 È visitato dalle api per il suo polline di colore nero.
Le foglie sono pennato partite sparse lungo il fusto.

Il frutto è una capsula che contiene molti semi piccoli, reniformi e reticolati; fuoriescono numerosi sotto lo stimma. Petali e semi possiedono leggere proprietà sedative: il papavero comune è parente stretto del papavero da oppio, da cui si estrae la morfina.

## Tassonomia
Al momento, oltre alla pianta in sé, ne è accettata una sola varietà:
- Papaver rhoeas var. himerense (Raimondo & Spadaro, 2007)[4]

Questa rara varietà, caratterizzata da fiori bianco-rosati e scoperta solo di recente, è endemica di una ristretta area della Sicilia nei pressi di Termini Imerese, da cui il nome della pianta.

## Usi
Il rosolaccio contiene degli alcaloidi, dei quali il principale è la rhoedina, dalle proprietà blandamente sedative, infatti un infuso ottenuto con 4 o 5 petali per tazza veniva tradizionalmente somministrato ai bambini prima di coricarsi in maniera da indurre loro un sonno migliore. È importante notare che gli alcaloidi presenti sono blandamente tossici, per questo motivo è sconsigliata l'assunzione abituale di estratti ed infusi ottenuti da questa pianta, in particolare a bambini ed anziani.

### Cucina

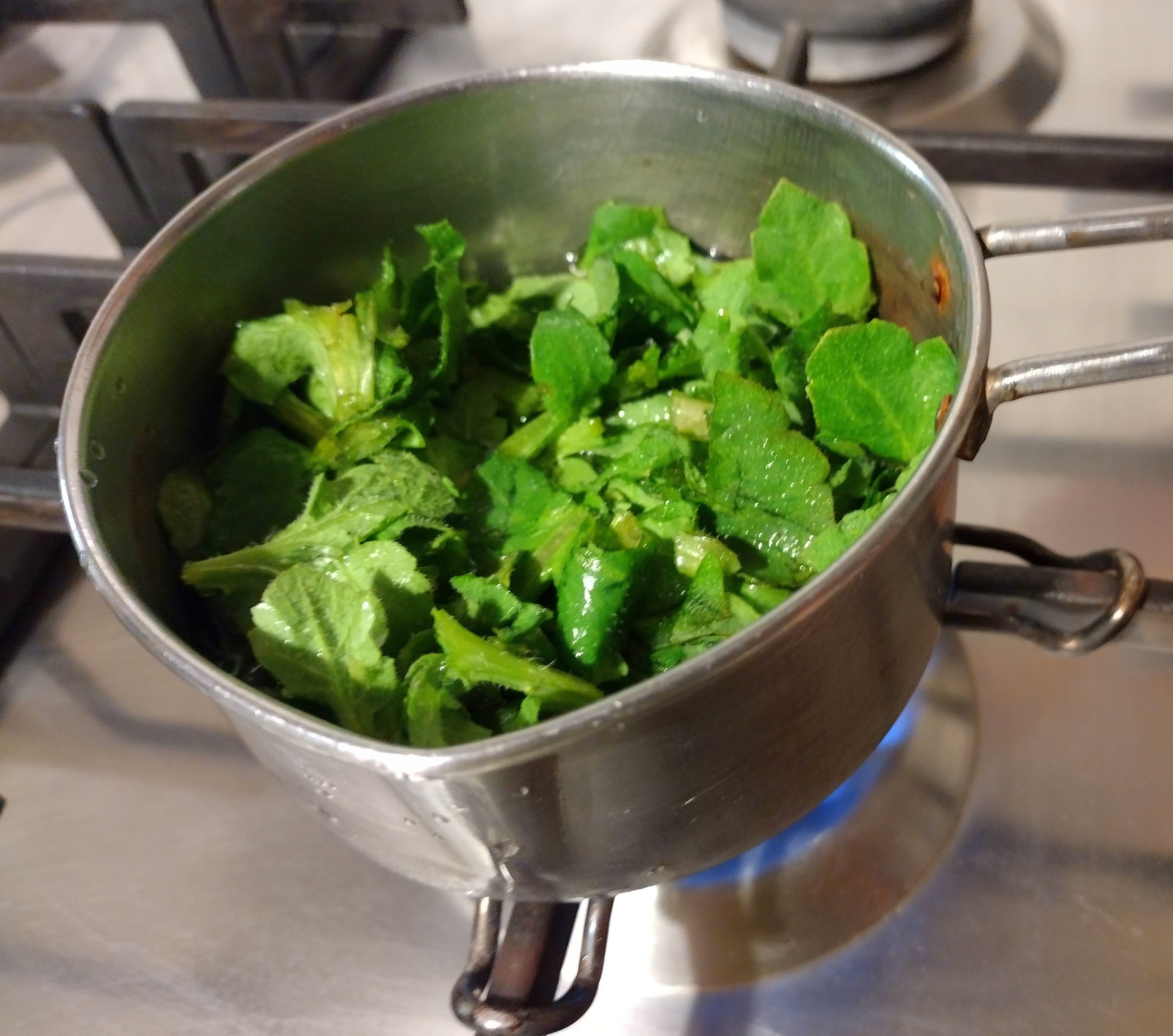
Foglie di papavero in fase di sbollentatura

Le foglie giovani della pianta vengono utilizzate in varie zone del mondo crude oppure preventivamente sbollentate come gli spinaci, e contribuiscono alla composizione di zuppe o insalate.
In Friuli per esempio il cespo di foglie che si sviluppa attorno alla radice all'inizio della primavera, quando la pianta è ancora poco sviluppata ed è lontana dalla fioritura, viene consumato lessato ed eventualmente saltato in pentola come verdura nota sotto il nome di "confenòns".  Il sapore è delicato e leggermente amaro. La pianta giovane, che non abbia emesso il fusto fiorale, si può consumare cruda, soprattutto le foglie, tagliata sottile e frammista ad altre verdure, per fare delle ottime insalate, che se condite con sale, succo di limone e olio di oliva nell'ordine, sono gustosissime. 
Nel Veneto tale pietanza è chiamata "rosoina", "pevarel", o "batis'ciosoe"; in realtà questo ultimo nome si riferisce alla Silene, chiamata anche s-ciopèt. Anche con questa verdura si possono fare insalate, se cruda, oppure ottimi risotti con le foglie giovani.
Anche nel Salento le piantine tenere sono consumate sotto il nome di "paparina fritta", sbollentate e passate in padella in un soffritto di aglio con l'aggiunta di olive nere (celline) alcuni gherigli di noce ed aromatizzate con buccia d'arancia e barbe di finocchio.
In Romagna, è conosciuta con il nome di "Rosole". Si utilizzano in cucina, da crude, dopo averle triturate finemente e lasciate macerare sotto sale per 24/36 ore. Dopo averle strizzate, si utilizzano per fare da ripieno al famoso "Crescione" o "Cassone" (o Cascione).

## Simbologia

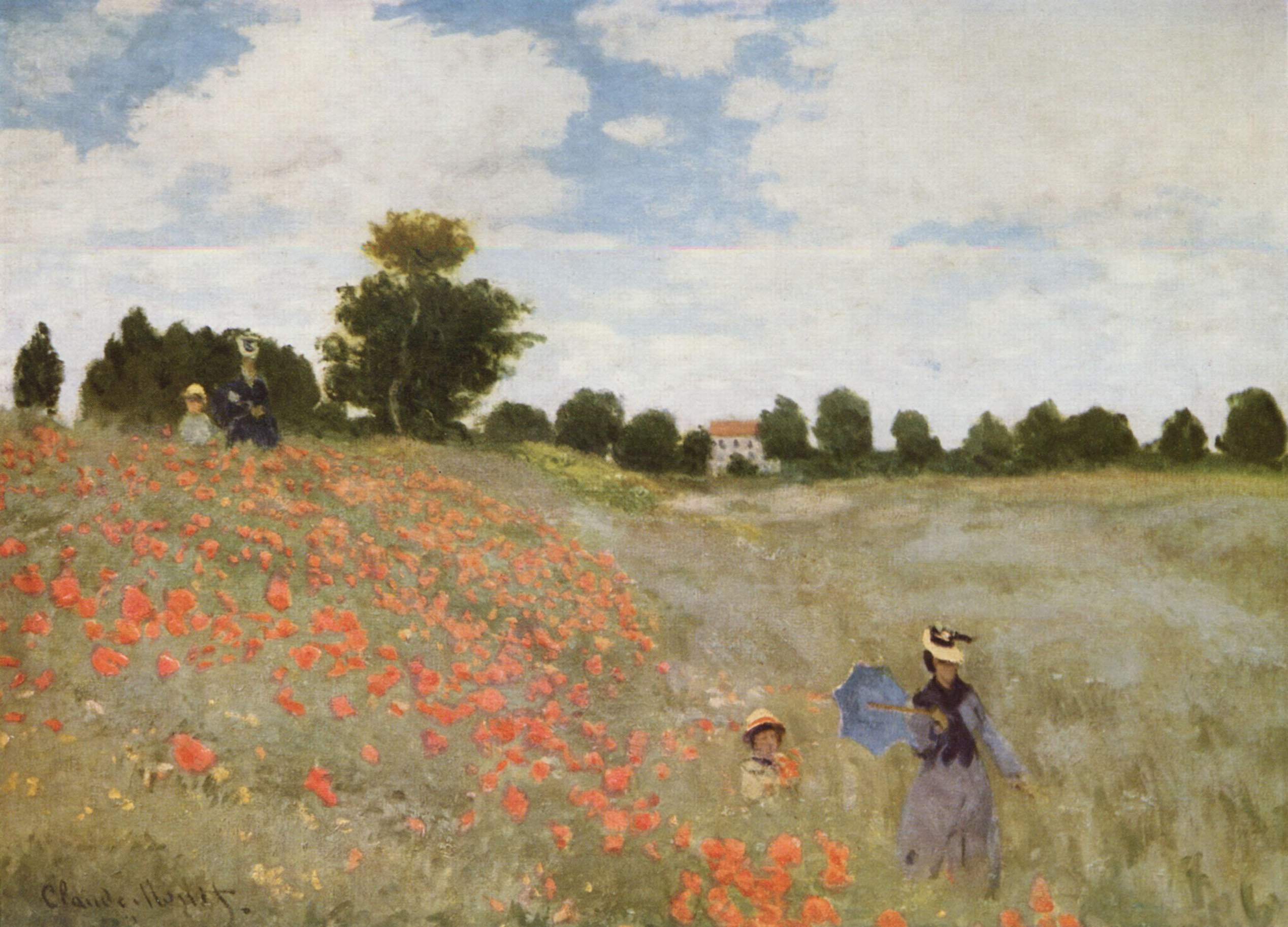
Claude Monet, I papaveri (Les Coquelicots – 1873): il maestro impressionista dipinse più volte questi fiori nei suoi quadri

Nel mondo anglosassone Papaver rhoeas è tradizionalmente dedicata alla memoria dei soldati caduti in battaglia durante la prima e la seconda guerra mondiale. Ad esempio, in Regno Unito, durante il Remembrance Day, è diffusa la tradizione di appuntare un papavero rosso all'occhiello.
A questa simbologia è probabilmente collegato anche il richiamo ad un campo di papaveri rossi che fa il cantautore italiano Fabrizio de André nel testo della canzone La guerra di Piero che racconta appunto di un soldato che muore sul campo di battaglia:
Dormi sepolto in un campo di grano / non è la rosa, non è il tulipano / che ti fan veglia dall’ombra dei fossi / ma sono mille papaveri rossi.
Al simbolo del papavero rosso è legata la locuzione "alto papavero", che sta a indicare una personalità altolocata o di potere. Il modo di dire deriva dall'aneddoto raccontato nell'opera Ab Urbe condita libri di Tito Livio; Sesto Tarquinio chiese al padre, Tarquinio il Superbo consiglio su come impossessarsi di Gabii. Il re rispose con un'allegoria recidendo i papaveri più alti del giardino nel quale aveva accolto il messaggero inviato dal figlio.
Questo fiore viene citato anche nella poesia In Flanders Fields, scritta da John McCrae.
È uno degli attributi di Ipno (in greco antico: Ὕπνος, dio greco del sonno, figlio della Notte, e fratello gemello di Tanato, dio della morte).

## Papaveri in pittura e fotografia
Un campo di papaveri rossi è un richiamo all'occhio che è impossibile ignorare. Molti pittori e fotografi hanno cercato di cogliere e riprodurre la sensazione di stupore che si prova davanti alla brillantezza del rosso del papavero. 
Famosi sono i verdi campi di grano dipinti dai macchiaioli, con tante macchie rosse tipiche dei papaveri.

### Varie
È pianta molto visitata dalle api, che vi raccolgono abbondante polline dall'insolito colore grigio scuro.